# Опатковиці-Пояловські
Опатковиці-Пояловські (пол. Opatkowice Pojałowskie) — село в Польщі, у гміні Імельно Єнджейовського повіту Свентокшиського воєводства.
Населення — 51 особа (2011).
У 1975-1998 роках село належало до Келецького воєводства.

## Демографія
Демографічна структура на день 31 березня 2011 року:
|          | Загалом | Допрацездатний вік | Працездатний вік | Постпрацездатний вік |
| -------- | ------- | ------------------ | ---------------- | -------------------- |
| Чоловіки | 25      | 2                  | 18               | 5                    |
| Жінки    | 26      | 4                  | 11               | 11                   |
| Разом    | 51      | 6                  | 29               | 16                   |